# 福州 (辽朝)
福州，辽朝设置的头下军州，治所在今内蒙古自治区科尔沁左翼后旗之东。
福州为国舅萧宁建。南征俘掠汉民，居于北安平县故地。在原州北二十里，西北至上京七百八十里。三百户。为上京道头下军州。治今内蒙古自治区科尔沁左翼后旗东。金朝废除。